# ラッキー!!
『ラッキー!!』は、2009年4月3日から2013年9月28日まで中京テレビで放送されていた生活情報番組。平常放送時には中京テレビ本社Aスタジオからの生放送。
この項目では、2010年1月15日から2013年3月29日まで同局で放送されていた『ラッキーブランチ!!』、および2013年4月5日から同年9月27日まで同局で放送されていた『ラッキーフライデー!!』についても触れる。

## 概要
いずれも中京テレビのみで放送されていたローカル情報番組で、2010年1月から2013年3月までは金曜午前の『ラッキーブランチ!!』と金曜午後の『ラッキー!!』の2部構成で放送されていた。番組タイトルが示す通り、いずれも地域の耳寄り情報と視聴者プレゼントの提供に特化した内容で放送されていたが、午前の『ラッキーブランチ!!』は映画情報コーナーを設けるなどエンターテインメント情報色が強められていた。対して午後の『ラッキー!!』はTwitterを活用し、番組アカウントに寄せられた視聴者からのコメント（ツイート）を画面上部に次々と掲出するという手法を用いていた。
進行役は、長年中京テレビ製作番組に出演し続けているきくち教児と中京テレビのアナウンサーたちが務めていた。ほか、中京圏を拠点に活動する若手タレントたちも出演していた。
番組はその後、2013年春の改編を機にリニューアル。このリニューアルで金曜午後の『ラッキー!!』が土曜午前枠で放送されることになり、それに伴って金曜午前の『ラッキーブランチ!!』は『ラッキーフライデー!!』と改題された。また、同年5月にはTwitterだけでなくLINEにも情報配信用の番組アカウントを設けたが、同年9月27日に『ラッキーフライデー!!』が終了し、その翌日には『ラッキー!!』も終了した。
同年10月11日からはこの2番組を統合した後継番組『4U』が放送されているが、同番組には『ラッキーフライデー!!』および『ラッキー!!』に出演していたキャストのうち、山浦ひさし以外のメンバー全員が続投となることが最終回のエンディングで発表された。同番組は『ラッキーフライデー!!』と同じく金曜午前に放送されているが、放送時間が9:30 - 11:01と大幅に拡大されているため、直前枠で放送の『スッキリ!!』は中京テレビでは金曜日のみ9:30飛び降りとなる。

## 放送時間

### ラッキーブランチ!!
- 金曜 10:53 - 11:25 （2010年1月15日 - 2010年3月26日）
- 金曜 10:53 - 11:30 （2010年4月2日 - 2012年6月29日） - 11:25枠の『ご存じですか』が終了したのに伴い、番組表上では放送枠が5分拡大。しかし、実際には11:24から通販ミニ番組と『きょうの天気』が放送されていたため、実尺はそれまでと変わらなかった。
- 金曜 10:54 - 11:30 （2012年7月6日 - 2012年9月28日）
- 金曜 10:25 - 11:01 （2012年10月5日 - 2013年3月29日） - 10:25枠で放送されていた『それいけ!アンパンマン』との枠交換により、以後は29分繰り上げて放送。

### ラッキーフライデー!!
- 金曜 10:25 - 11:01 （2013年4月5日 - 2013年9月27日）

### ラッキー!!
- 金曜 15:55 - 16:53 （2009年4月3日 - 2009年10月2日）
- 金曜 15:55 - 16:49 （2009年10月9日 - 2009年11月27日） - 16:53枠の『中京テレビNEWSリアルタイム』が放送枠を拡大したのに伴い、放送枠が4分縮小。
- 金曜 15:50 - 16:49 （2009年12月4日 - 2013年3月29日） - 15:50枠の『わが子に伝えたい…私の絶景』が終了したのに伴い、放送枠が5分拡大。
- 土曜 09:25 - 10:30 （2013年4月6日 - 2013年9月28日） - 同枠への移動によって、『アンデュ』の終了から4年ぶりに土曜朝の自社製作枠が復活した。

## 出演者

### ラッキーブランチ!! → ラッキーフライデー!!

#### MC
- きくち教児
- 本田恵美（当時中京テレビアナウンサー） - 産休のため、2012年5月25日放送分をもって降板。
- 村田千弥（中京テレビアナウンサー） - 2012年6月1日放送分から本田の後任で出演。
- 前田麻衣子（中京テレビアナウンサー）

#### その他の主な出演者
- ヴィトル
- 松岡ひとみ
- MAI （プリマベーラ）
- KAORI （プリマベーラ）
- AKANE （プリマベーラ）

### ラッキー!!

#### MC
- きくち教児
- 前田麻衣子（中京テレビアナウンサー）

#### サブキャスター
- 平田璃香子 - SKE48卒業のため、2012年11月30日放送分をもって一時降板していたが、2013年2月1日放送分で復帰した。
- ヴィトル - 2013年3月まではリポーター。同年4月6日放送分をもってサブキャスターに昇格。
- 山浦ひさし - 2013年6月まではリポーターとして不定期出演。同年7月をもってサブキャスターに昇格。
- 村田千弥（中京テレビアナウンサー） - 2012年12月7日放送分から2013年1月25日放送分まで平田の後任で出演。

#### リポーター
- 尾原秀三（当時中京テレビアナウンサー）
- 水谷陽介（当時中京テレビアナウンサー）
- 増田繁紀（サムタイムズ）
- 井上彩輝（サムタイムズ）

#### 生中継キャスター
- 後藤歩 - 2013年4月6日放送分から出演。

## スタッフ

### ラッキーブランチ!! → ラッキーフライデー!!
- 制作協力 - CTV MID ENJIN
- 製作著作 - 中京テレビ

### ラッキー!!
- 構成 - 加藤智久
- 制作協力 - 中京テレビ映像企画（2011年6月まで） → CTV MID ENJIN （2011年7月以降）
- ディレクター - 松永伸司、清水信吾、加藤紗弓、佐川直也、藤澤光
- 演出 - 平田明久
- プロデューサー - 井上勝也、田中穂積、今村恵子（APから昇格）、武田龍司
- チーフプロデューサー - 黒宮英作 → 栗田美和
- 製作著作 - 中京テレビ

## 主な放送内容

### ラッキーブランチ!! → ラッキーフライデー!!
- ゲストコーナー
- プリマベーラの3分間マジック！
- ブランチシネマ
- 月刊ブランチシネマ
- ブランチエンタメ
- 今週のプレゼント

### ラッキー!!
- 今週のトクシュ〜!!
- 週末のラッキー!!特売
- 中継、水谷おじゃまします！
- 今週の差し入れ
- 奥さんコレ知っとる!?
- 麻衣子のとっておき
- きくち教児vs前田麻衣子 炎のガチ生！料理バトル